# Arnold van der Hagen (guldsmed)
Arnold von der Hagen, född 1664, död 2 juni 1740, var en svensk guldsmed.

## Biografi
Arnold von der Hagen föddes 1664. Han studerade i Hamburg och blev 1695 guldsmedsmästare i Norrköping. Han efterträdde 15 augusti 1706 Johan Telning som ålderman för skrået och avsade sig uppdraget 9 augusti 1735. von der Hagen avled 1740.

### Familj
von der Hagen gifte sig 1695 med Rebecca Ekman (död 1742). Hon var änka efter Henrik Reimers.

## Verklista
- 1696 – Sked på Nordiska Museet.[1]
- 1698 - Praktljusstake i Sankt Olai kyrka, Norrköping.[1]
- 1708 – Vinkanna i Östra Stenby kyrka.[1]
- 1708 - Brudkrona, Östra Ny kyrka.[2]
- 1717 Oblatask, Sankt Olai kyrka, Norrköping.[2]
- Ljusstakar, Sankt Petri kyrka, Malmö.[2]
- Oblatask, Östra Hargs kyrka[2]
- Bägare Östergötlands museum.[2]
- Bägare Löfstad slott.[2]
- Bägare Kristianstads museum.[2]
- Skål och fat och ljusstakar i Kalmar domkyrka.[1]
- Vinkanna i Råby-Rönö kyrka.[1]
- Kalk i Växjö domkyrka.[1]